# Замок Госфорд

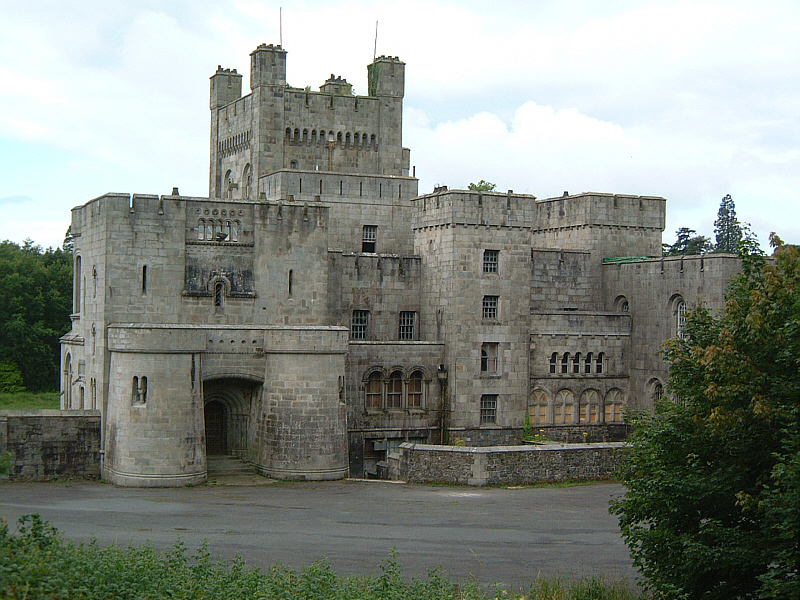
Замок Госфорд.

Замок Госфорд (англ. Gosford Castle) — один із замків Ірландії, розташований у селищі Госфорд, на землях Маркехіл, у графстві Арма, Північна Ірландія. Замок будували з 1819 по 1850 рік. Будівництво замовив Арчібальд Ачесон — ІІ граф Госфорд. Проект і будівництво архітектора Томаса Гоппера — одного з провідних лондонських архітекторів першої половини ХІХ століття. Міністерство сільського господарства купило замок і маєток Госфорд у 1958 році. Був створений Госфорд Форест Парк. У 2008 році замок купила компанія розвитку «Бойд» і почала реставрацію.

## Архітектура
Замок побудований у псевдо норманському стилі — імітував норманські замки Ірландії ХІІ — ХІІІ століття. Це рідкісний приклад такої імітації. Робін Фредден писав про цей замок у 1952 році як про «одну з найоригінальніших будівель першої половини XIX століття». Томас Гоппер, архітектор цього замку збудував ще замок Пернрін в Уельсі подібному стилі.

## Історія замку Госфорд
Замком володіли графи Госфорд. IV граф Госфорд був змушений продати замок у 1921 році, а під час Другої світової війни, замок був реквізований і використовувався як тюрма для військовополонених. Після війни замок Госфорд знову продавався і його купила Комісія лісового господарства. У замку був готель і ресторан. Потім замок використовувався британською армією під час конфлікту в Ольстері в 1960—1980 роках. Парк був місцем ірландського зльоту скаутів у 1989 році «Госфорд-89». У ньому взяли участь понад 3000 скаутів з усього світу, у тому числі з Канади, Японії та Америки. Головний табір був у Вільсон Лемб, координатор — Марк Лармур. Існували шість допоміжних таборів, а також табір для персоналу.
На 2002 рік замок прийшов у стан руйнації і потребував термінового ремонту. Після тривалих переговорів у 2006 році у співпраці зі Службою Спадщини Північної Ірландії, висунули пропозицію реставрації замку. Згідно проекту замок Госфорд планується перетворити на житловий будинок. Замок продали за £ 1000 в січні 2006 року, хоча проект ремонту був оцінений у £ 4 000 000. До кінця 2013 року вартість реконструкції зросла до більш ніж £ 7 000 000.